# Crisi degli ostaggi di Kfar Yuval
La crisi degli ostaggi di Kfar Yuval, scatenatasi il 15 giugno 1975, fu un raid orchestrato da un commando di militanti palestinesi, appartenenti al Fronte Arabo di Liberazione, al moshav israeliano di Kfar Yuval, nel quale i militanti presero i residenti come ostaggi e tentarono di contrattare per il rilascio di personalità detenute nelle carceri israeliane. Una persona venne uccisa durante l'acquisizione degli ostaggi.
Un'unità speciale dell'IDF liberò gli ostaggi ed uccise i quattro militanti lo stesso giorno. Durante l'operazione, un soldato dell'IDF venne ucciso e sua moglie, uno degli ostaggi, venne ferita a morte.

## L'attacco

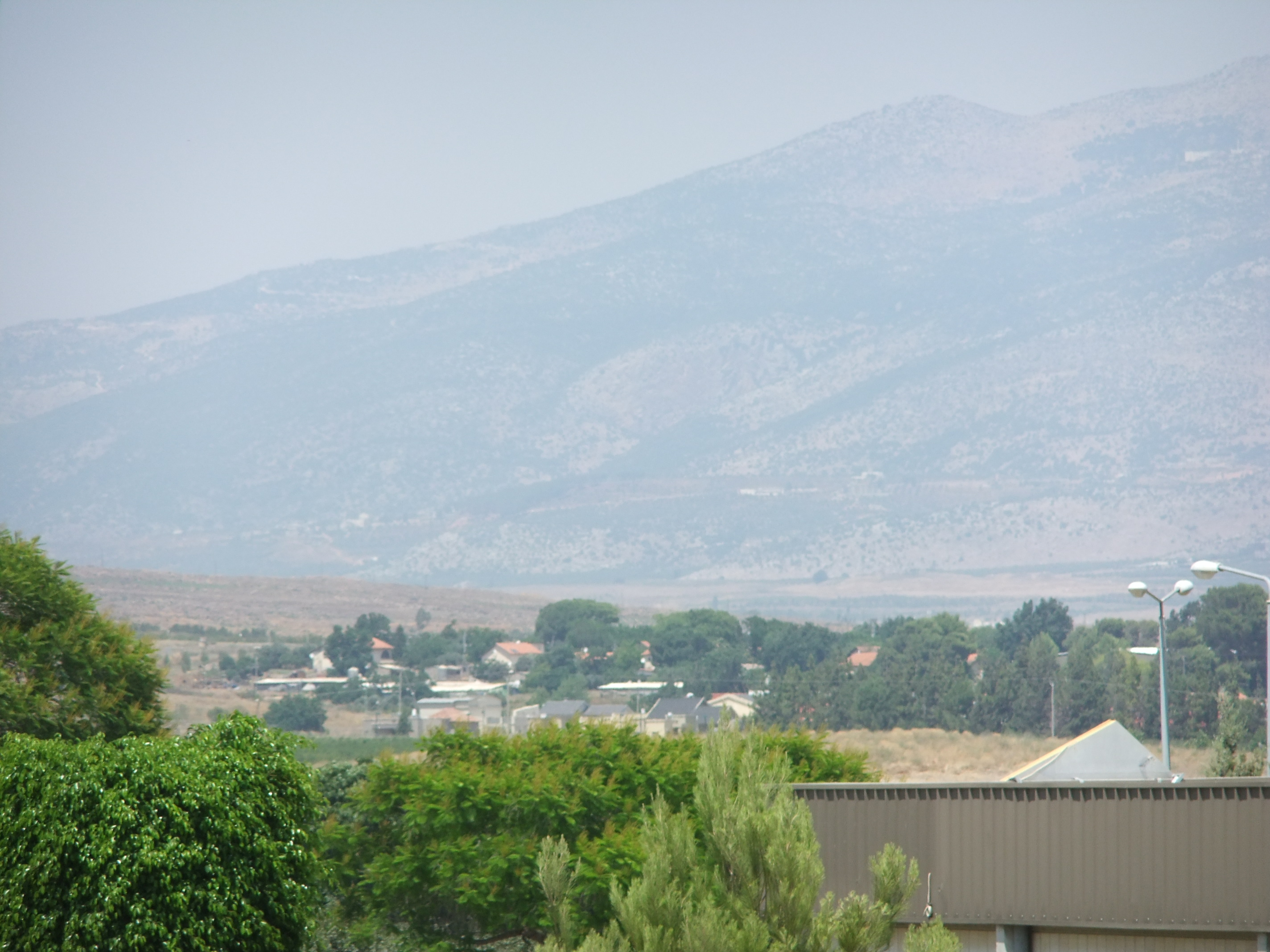
Kfar Yuval (foto del 2011)

Il 13 giugno 1975 un commando del Fronte Arabo di Liberazione attraversò il confine dal Libano, dirigendosi verso il villaggio israeliano di Kfar Yuval. La squadra, che si nascondeva nei frutteti del villaggio, non venne rilevata dagli israeliani, sebbene la sicurezza fosse stata rafforzata nel villaggio dopo la scoperta di una breccia nella recinzione di confine. La notte del 15 giugno quattro militanti si infiltrarono in una casa del villaggio. Uno dei membri della famiglia, soldato dell'IDF, tentò di fermarli, bloccando l'ingresso alle porte di casa posizionando i mobili accanto alla porta, ma venne ucciso immediatamente dai militanti; le altre persone nella casa furono prese in ostaggio.
Dopo che le forze militari israeliane giunsero sul posto iniziarono le trattative con i militanti, con l'aiuto del residente locale Rahamim Cohen, che si offrì volontario per il lavoro in quanto parlava correntemente l'arabo, i militanti presentarono un proclama con la richiesta di liberare i prigionieri detenuti nelle carceri israeliane, tra cui l'arcivescovo Hilarion Capucci e il terrorista giapponese Kōzō Okamoto.

### Irruzione nell'edificio
Yaakov Mordecai, il marito dell'ostaggio Simcha Mordecai e soldato della Brigata Golani dell'esercito, sentì parlare della presa di ostaggi mentre si recava al lavoro e tornò quindi rapidamente al villaggio, non sapendo tuttavia che sua moglie e suo figlio neonato erano tra gli ostaggi. Parlò con il comandante del comando settentrionale e chiese di poter entrare a far parte dell'operazione, perché sapeva come erano disposte le stanze della casa. Il comandante del comando settentrionale accettò e Yaakov si unì alla squadra dell'operazione.
Quando il commando israeliano irruppe nella casa, venne bersagliato dai militanti palestinesi. Yaakov sparò a due militanti uccidendoli, ma venne a sua volta ucciso da una granata che ferì mortalmente anche la moglie Simcha. Il resto della forza d'acquisizione, incoraggiato dall'audace mossa di Mordechai, fece irruzione nella casa e nel conseguente scontro di fuoco eliminò il resto degli attentatori.
Yaakov Mordecai fu insignito postumo della Medaglia al coraggio.